# چقدر باحال هستیم ۳
چقدر باحال هستیم ۳ (به هندی: Kyaa Kool Hain Hum 3) فیلمی محصول سال ۲۰۱۶ و به کارگردانی آمیش گادگه است. در این فیلم بازیگرانی همچون توشار کاپور، آفتاب شیودسانی، ماندانا کریمی، کروشنا آبیشک، جیزل تاکرال، کلودیا کیسلا، دارشان جاریوالا، مگنا نایدو، سوشمیتا موکرجی، شاکتی کاپور، گوهر خان، ریتیش دشموک ایفای نقش کرده‌اند.